# Église Saint-Gratien de Saint-Gratien (Somme)
Ne doit pas être confondue avec l'église Saint-Gratien située à Saint-Gratien (Val-d'Oise).
L'église Saint-Gratien de Saint-Gratien est une église catholique située à Saint-Gratien dans le département de la Somme, en France, dans la communauté d'agglomération Amiens Métropole. 
Elle est dédiée à saint Gratien d'Amiens. Elle ne doit pas être confondue avec l'église de Saint-Gratien dans le Val-d'Oise.

## Historique
L'église est dédiée à saint Gratien d'Amiens qui fut martyrisé ici-même en l'an 303. Elle a été construite sur les plans de l'architecte diocésain Alexandre Grigny en 1864, en remplacement d'une ancienne église dont les travaux de réhabilitation avaient été estimés trop coûteux. 
En 1866, l'Impératrice Eugénie fit don d'un chemin de croix en néo-plastique-bois.

## Caractéristiques

### Extérieur
Complètement édifié en briques, cet édifice est néo-roman par sa nef et surtout son chevet, qui présente des arcatures proches des motifs architecturaux de lésènes et de festons de l'architecture romane lombarde et néo-gothique par sa flèche. La façade est constituée d'un mur pignon avec un clocher-porche en avancée. L'église se compose d'une nef et de deux collatéraux, le chœur se terminant par une abside en cul-de-four. Sa nef de 19,30 m de long est bordée de bas-côtés. La largeur de la nef centrale est de 7,60 m et celle des bas-côtés de 3,10 m. Le chœur a une longueur de 7,70 m ; il se termine à l'est par un chevet semi-circulaire et deux sacristies. 
La tour-clocher a une hauteur de 18 mètres et la flèche, une hauteur de 16 mètres. Une tour-escalier est accolée à la partie droite de la façade.

### Intérieur
Les voûtes en berceau de la nef, du chœur et des bas-côtés sont en brique. Elles sont portées par six grosses colonnes, six piliers de section carrée et autant de pilastres incorporées dans les murailles renforcées par des contreforts. Piliers et colonnes sont réunis longitudinalement par des arcs en plein cintre et latéralement par des arcs doubleaux (tous les arcs sont à section rectangulaire ; réalisés en brique, ils sont creux et revêtus d'un enduit simulant la pierre). Dans les bas-côtés des doubleaux réunissent piliers et colonnes aux pilastres contrefortés, assurant une fonction supplémentaire d'arcs-boutants. Colonnes, piliers et pilastres sont couronnés de chapiteaux et reposent sur des socles moulurés. La voûte du sanctuaire, en forme de croupe est également en brique et repose sur des murailles contrefortées.
L'édifice n'est éclairé que par des baies de dimensions réduites : la nef comporte quatre fenêtres de 2,40 m. de haut sur 0,80 m. de large et le chevet six petites baies groupées deux à deux. Les murailles intérieures sont recouvertes d'un enduit et peintes en blanc. La voûte du chevet et celle de la travée du chœur sont recouvertes d'un enduit bleu et parsemées d'étoiles dorées. La façade ouest est percée par un portail et des baies en plein cintre, mais l'élévation et la finesse de la flèche et des clochetons, montrent une élévation vers le ciel d'inspiration gothique.
L'église conserve quelques objets protégés au titre des monuments historiques : 
- une bannière de procession en velours avec toiles peintes représentant saint Gratien en berger, œuvre d'E. Grevet (1903) : inscrit au titre d'objet depuis le 17 juin 1981[4] ;
- un maître-autel réalisé qu'en 1883 avec le buste-reliquaire de saint Gratien, du XVIIIe siècle. Les statues latérales d'Aaron et de Melchisedech complètent la décoration[5] ;
- vases d'autel, ostensoir, calices, patènes, etc.